# Conus maurus
Conus maurus é uma espécie de gastrópode do gênero Conus, pertencente à família Conidae.